# 4-й Донской корпус
4-й Донской корпус — соединение Вооружённых Сил на Юге России и Донской Армии. В русской армии П. Н.Врангеля переформирован в мае 1920 года во 2-ю Донскую казачью дивизию.

## История
Сформирован в Донской армии 28 июня (фактически 11 июля) 1919 года. В июле — сентябре 1919 совершил глубокий рейд по тылам Красной армии (см. Конный рейд Мамантова).
В сентябре 1919 года 4-й Донской корпус был передан из Добровольческой армии в Донскую армию. Понёс большие потери в ходе Новороссийской эвакуации. В Крыму для квартирования получил Евпаторию и окрестности. Настроения в корпусе вели к сдаче большевикам.  
18 апреля 1920 года генералы Донской Армии В. И. Сидорин и А. К. Кельчевский были сняты с постов и отданы генералом Врангелем под суд за сепаратистские «казачьи» устремления; приговорёны к каторжным работам, лишению чинов, орденов и дворянства. По ходатайству Донского атамана Врангель заменил приговор «увольнением со службы в дисциплинарном порядке без мундира». В мае 1920 года они была высланы за границу. 
1 мая 1920 из частей 4-го Донского корпуса сформирована 2-я Донская конная дивизия.

## Состав
- 9-я Донская дивизия
- 10-я Донская дивизия

На 5 октября 1919 года всего насчитывал 3400 сабель, 103 пулемёта, 14 орудий.

## Командный состав
Командиры:
- генерал-лейтенант К. К. Мамонтов (июль 1919 — январь 1920)
- генерал-лейтенант А. А. Павлов (январь — февраль 1920)
- генерал-лейтенант И. Д. Попов (конец февраля 1920)
- генерал-лейтенант Т. М. Стариков (март 1920) (врид)

Начальники штаба:
- полковник (ген.-майор) К. Т. Калиновский (с 15 октября 1919)
- полковник К. К. Фаге (с 10 марта по 17 марта 1920)
- генерал Н. Л. Николаев (врио; март 1920)
- генерал Н. П. Калинин (март — апрель 1920)

Артиллерия:
- полковник Ф. И. Бабкин — командир Донского казачьего артдивизиона (7 августа 1919 — 19 января 1920).

## 2-я Донская казачья дивизия
Остатки мамонтовского корпуса свели во 2-ю донскую дивизию.
- Калединовский полк, командир полковник Чепчиков[2]
- Назаровский полк, командир генерал-майор Рубашкин
- Ермаковский полк,
- Платовский полк

Командир: генерал-майор Н. П. Калинин. 1 мая 1920 года был назначен начальником 2-й Донской казачьей дивизии, а 20 июня того же года произведен в генерал-лейтенанты за боевые отличия. 
Газеты ОСВАГ напечатали статьи о том, что Советская власть якобы отдала распоряжение уничтожать всех мамонтовцев, безразлично добровольно ли они сдадутся или попадут в плен. Сознавая свои прошлые действия многие участники рейда поверили этому известию. Впоследствии 2-я донская дивизия мужественно сражаясь против РККА, это было мужество отчаяния.